# Sawa (Czałowski)
Sawa, imię świeckie Siergiej Iwanowicz Czałowski (ur. 25 maja 1961 w Leninogorsku) – duchowny Rosyjskiej Prawosławnej Cerkwi Staroobrzędowej, od 2016 biskup Kazachstanu. 19 września 2010 przyjął święcenia diakonatu, a 11 maja 2014 prezbiteratu. Chirotonię biskupią otrzymał 23 października 2016.